# خانديباغي
خانديباغي هي بلدة في مقاطعة آلتينقال في ولاية أنديجان في أوزبكستان.